# Marguerite Rutan
Marguerite Rutan, FdC (23. dubna 1736, Mety – 9. dubna 1794, Dax) byla francouzská římskokatolická řeholnice, členka kongregace Milosrdných sester svatého Vincence z Pauly, popravená během velké francouzské revoluce. Katolická církev ji uctívá jako blahoslavenou mučednici.

## Život
Narodila se dne 23. dubna 1736 ve městě Mety jako osmé z patnácti dětí Charlesi Gaspardovi a Marii Foratové. Pokřtěna byla ještě v den svého narození v místním farním kostele. Její otec pracoval jako kameník, matka byla ženou v domácnosti. Matka ji vychovávala v křesťanských hodnotách a poskytla jí, jako i ostatním sourozencům základní vzdělání. Otec ji přivedl k matematice a již jako mladá byla schopna vést účetnictví jeho podniku. Během dospívání se rozhodla pro řeholní život ve službě chudým.
Dne 23. dubna 1757 vstoupila k sestrám vincentkám v jejich mateřském domě v Paříži a zahájila zde svůj noviciát. Již v době noviciátu se věnovala hlavnímu poslání kongregace pomáhat chudým a potřebným. Nejprve působila od září 1757 v Toulouse a poté v Pau. V dubnu roku 1772 odešla do Fontainebleau a v dubnu roku 1779 do Troyes.
V srpnu roku 1779 spolu s malou skupinou řeholnic odcestovala na přání místního biskupa působit do nové nemocnice Saint-Eutrope v Dax. Stala se představenou dalších zde působících sester. Věnovala se i dalším sociálním pracím, kdy zde např. otevřela školu. I přes to, že se její iniciativy těšily u místních velké obliby po vypuknutí velké francouzské revoluce musela čelit pronásledování.
Během velké francouzské revoluce začala perzekuce řeholních kongregací. Dne 24. prosince 1793 byla uvězněna a obviněna z nepřátelství vůči revoluci. Dne 15. ledna 1794 se konal první z několika výslechů s ní. Mezi výslechy byla stále uvězněna a držena v izolaci.
Dne 8. dubna 1794 ji revoluční tribunál odsoudil k smrti a následujícího 9. dubna byla na Poyannce Place v Dax popravena gilotinou a pohřbena v hromadném hrobě.

## Úcta
Její beatifikační proces započal dne 26. června 1998, čímž obdržela titul služebnice Boží. Dne 1. června 2010 podepsal papež Benedikt XVI. dekret o jejím mučednictví.
Blahořečena pak byla dne 19. června 2011 v Dax. Obřadu předsedal jménem papeže Benedikta XVI. kardinál Angelo Amato.
Její památka je připomínána 26. června. Bývá zobrazována v řeholním oděvu. Je patronkou zdravotních sester, vězňů a pronásledovaných křesťanů.